# 三浦浩
三浦 浩（みうら ひろし、1930年10月19日 - 1998年3月24日）は、日本の作家。東京生まれ。

## 生涯
父はコーヒー店主の三浦義武。父親の出身地である、島根県浜田市の旧制浜田中学（現在、島根県立浜田高等学校）を卒業。1949年に京都大学文学部英文科に入学。同学在学中には高橋和巳・小松左京・北川荘平らと京大作家集団に在籍。この時期の活動については、のちに『記憶の中の青春 -小説・京大作家集団-』として小説化を行っている。
1953年に同学を卒業し産経新聞に入社、文化部に所属した。当時の文化部長は福田定一(のちの司馬遼太郎）であった。在職中に休職しノースウェスタン大学に一年間留学、オックスフォード大学にも二年間の留学経験がある。その後、文化面編集部長、論説委員などを歴任した。
産経新聞在職中より文筆活動を始め、1977年7月に上梓した『優しい滞在』が自身二度目となる第78回直木賞候補作となった。この作品は日本推理作家協会賞候補にもノミネートされている。78回直木賞は受賞作なしと決まったが、選考委員の柴田錬三郎は三浦の作品を強く推したと言われる。直木賞にはこの後もつごう四作を送り込んでいる。
1985年に産経新聞を定年退職し、執筆活動に専念した。
司馬遼太郎との親交が厚かった三浦は、1996年2月に司馬が死去すると鎮魂歌ともいうべき『菜の花の賦 -小説・青春の司馬さん-』『レクイエム 司馬遼太郎』（三浦編）を発表している。
三浦は喘息の持病があったが、1997年春頃から大病を患い壮絶な闘病生活を送った。病床で妻に口述筆記してもらった『司馬遼太郎とそのヒーロー』が絶筆となり、1998年3月24日に満67歳で没した。
「国際的なスケールを持つサスペンス作家」として評価されている。

## 著書リスト
著書リストを掲げる。★は直木賞候補作品である。
- 『薔薇の眠り』 三一書房刊 1969年2月28日
- ★『さらば静かなる時』 河出書房新社刊 1976年7月15日
- ★『優しい滞在』 光文社刊 1977年11月25日
- 『遠い祖国』 光文社刊 1978年11月30日
- 『優しい街たち』 河出書房新社刊 1979年9月28日
- 『京都大学殺人事件』 光文社刊 1982年9月30日
- 『ウォッカは死の匂い』 集英社刊 1986年5月25日
- ★『津和野物語』 文藝春秋社刊 1987年4月25日
- ★『海外特派員 -消されたスクープ-』集英社刊 1987年8月25日
- 『復活なきパレード』 勁文社刊 1987年9月10日
- 『フリスコからの贈り物』 勁文社刊 1988年2月10日
- 『透明な情事』 講談社刊 1988年2月15日
- 『ブルータスは死なず』 新潮社刊 1988年12月15日
- 『珈琲ブレイク』 光文社刊 1990年4月25日
- 『密約 -ベルリンコネクション-』 集英社刊 1990年5月25日
- 『俺は探偵だ』 廣済堂出版刊 1992年3月15日
- 『記憶の中の青春 -小説・京大作家集団-』 朝日新聞刊 1993年11月1日
- 『特効薬漂流す』 新潮社刊 1994年8月20日
- 『菜の花の賦 -小説・青春の司馬さん-』 勁文社刊 1996年9月28日
- 『レクイエム 司馬遼太郎』（三浦編）講談社刊 1996年11月15日
- 『司馬遼太郎とそのヒーロー』 大村書店刊 1998年8月14日